# ابراهیم ادهم زهاوی
ابراهیم ادهم بن صالح الزَّهاوی (۱۹۰۲–۱۹۶۲) شاعر عراقی بود. او را شاعری وصف کرده‌اند که به ملی‌گرایی می‌پرداخت و حماسه‌ها را در میان هم‌وطنان خود زنده می‌ساخت. در پی درگیری‌هایش با نظام حاکم بسیار شکنجه شد و آسیب بدنی دید؛ فک پایینش شکسته و نیمه‌شل شد. پس از این، به اعتزال روی آورد و در تنهایی می‌سرود. دیوان خود را با عنون النفثات گردآورد اما آن را چندی بعد نابود ساخت. سپس عبدالله جبوری از شعرهای برجامانده‌اش در روزنامه‌ها و مجلات، دیوانش را گردآورد. زهاوی همچنین اثری در فلسفه با نام أبطال اللانهایة نگاشت.